# 俺がやらなきゃ誰がやる (北島三郎の曲)
「俺がやらなきゃ誰がやる」（おれがやらなきゃだれがやる）は、北島三郎の20枚目のシングル。 1970年5月1日に日本クラウンから発売された。

## 概要
表題曲「俺がやらなきゃ誰がやる」は、朝日放送テレビ『てなもんや二刀流』の主題歌に起用された。ジャケットには北島の背後に宮本三無次のイラストが描かれている。

## 収録曲
1. 俺がやらなきゃ誰がやる [3:26]
作詞：八反ふじを、作曲・編曲：島津伸男
朝日放送テレビ『てなもんや二刀流』主題歌
2. さすらい者 [4:56]
作詞：中山大三郎、作曲：前田利明、編曲：重松岩雄